# 446 v.Chr.

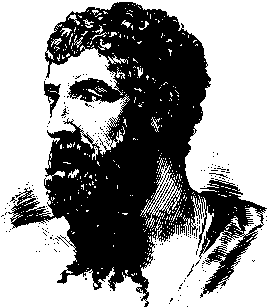
Aristophanes

Het jaar 446 v.Chr. is een jaartal in de 5e eeuw v.Chr. volgens de christelijke jaartelling.

## Gebeurtenissen

### Griekenland
- Op Euboea komt de stad Chalkis tegen de Delisch-Attische Zeebond in opstand, maar de Atheners weten de opstand neer te slaan.
- Perikles beseft dat het geschil met Sparta het gezag van Athene in de Delische Bond kan bedreigen en voert vredesonderhandingen.

### Klein-Azië
- Cilicië wordt veroverd door Cyrus de Grote van de Achaemeniden.

## Geboren
- Aristophanes (~446 v.Chr. - ~388 v.Chr.), Grieks satyrisch dichter en schrijver
- Marcus Furius Camillus (~446 v.Chr. - ~365 v.Chr.), Romeins staatsman en veldheer